# Satun (provincie)
Satun is een Thaise provincie in het zuiden van Thailand. In december 2002 was de provincie met 270.802 inwoners de 68e provincie qua bevolking in Thailand. Met een oppervlakte van 2479 km² is Satun de 63e provincie qua omvang in Thailand. De provincie ligt op ongeveer 973 kilometer van Bangkok. Satun grenst aan Trang, Phattalung, Songkhla en Maleisië. De kust van Satun is ongeveer 144,8 km lang.

## Provinciale symbolen
|  | Het provinciale zegel van Satun. |

## Klimaat
De gemiddelde jaartemperatuur is 27 graden, met temperaturen variërend van 20 tot 35,4 graden. Gemiddeld valt er 2275,4 mm regen per jaar.

## Geschiedenis

### Tsunami's
Op 26 december 2004 verwoestten tsunami's ontstaan als gevolg van een zeebeving bij Sumatra de kuststreken van Satun. Er vielen 7 slachtoffers en meer dan 15 gewonden (cijfers 28 december 21.00 uur) en er was grote materiële schade.

## Bevolking
Volgens de volkstelling van 2000 telt de provincie Satun 247.875 inwoners, waarvan het overgrote deel op het platteland (84%). De gemiddelde leeftijd van de bevolking was 25 jaar.

#### Religie
De islam is de grootste religie in de provincie Satun (67,8% in 2000). De aanhangers van het boeddhisme vormen 31,9% van de bevolking.

## Politiek
De regering heeft in de straten van de plaatsen in deze provincie een luidsprekersysteem opgehangen dat van 6 uur 's ochtends tot 6 uur 's avonds regeringsnieuws brengt. Ook wordt hierop 's ochtends en 's avonds het volkslied gespeeld; iedereen moet dan stil blijven staan. De regering heeft dit gedaan om een Thais nationalisme bij de bevolking te stimuleren.

### Bestuurlijke indeling
De provincie is onderverdeeld in 6 districten (Amphoe) en 1 subdistrict (King Amphoe).
| Amphoe 1. Satun 2. Khuan Don 3. Khuan Kalong 4. Tha Phae 5. La-ngu 6. Thung Wa | King Amphoe 1. Manang |  |